# Pierre Harmel

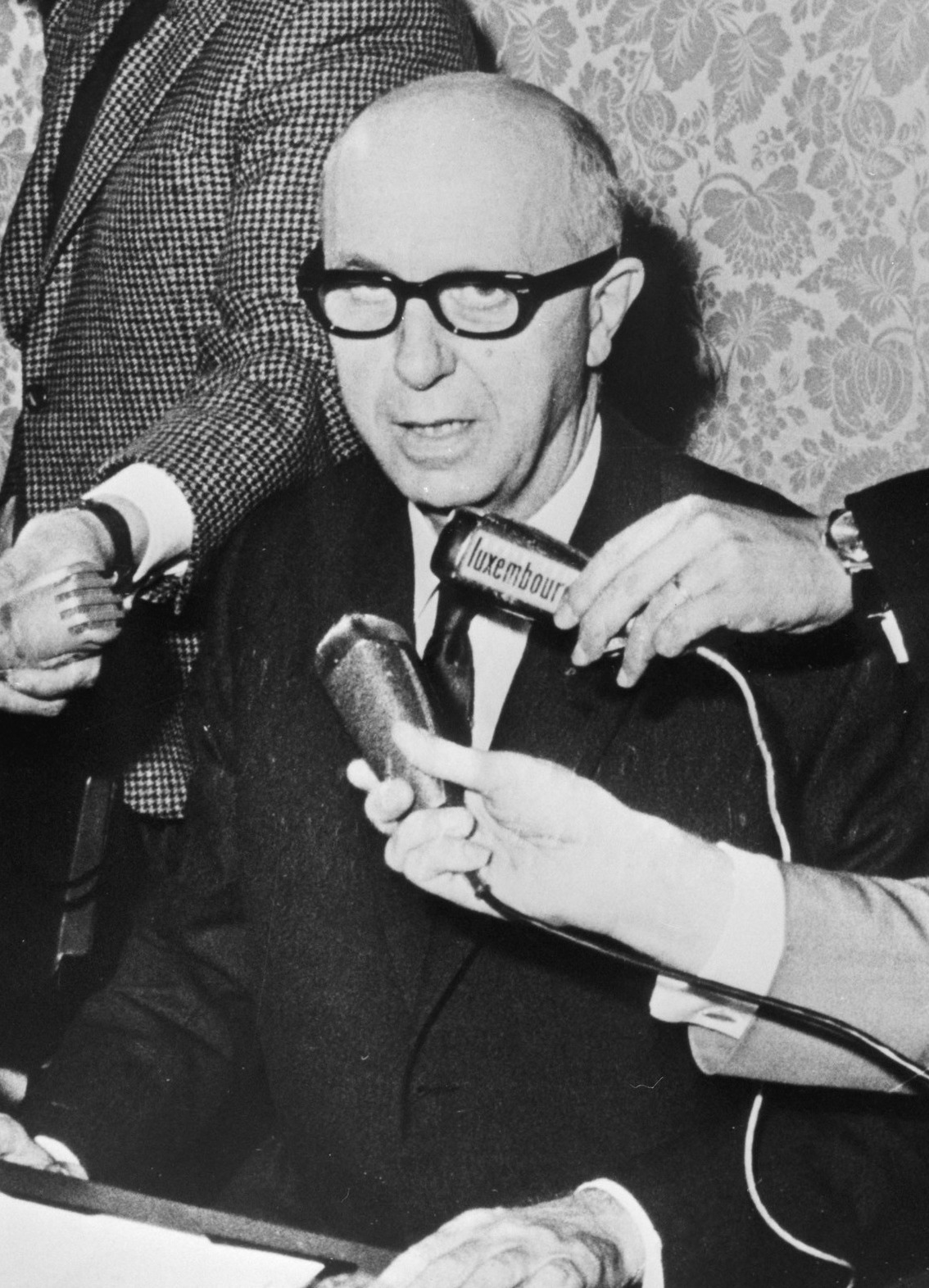
Pierre Harmel, 1965

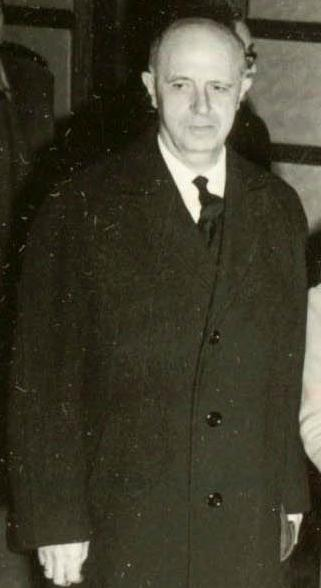
Pierre Harmel, 1967

Pierre Charles José Marie Graf (seit 1991) Harmel (* 16. März 1911 in Uccle/Ukkel bei Brüssel; † 15. November 2009 in Brüssel) war ein belgischer Rechtsgelehrter und Staatsmann. Er war von 1965 bis 1966 belgischer Premierminister und von 1966 bis 1972 belgischer Außenminister.

## Leben
Harmel machte in der Christelijke Volkspartij-Parti Social Chrétien (CVP-PSC, heute aufgespalten in CD&V und cdH) politische Karriere. Zwischen 1950 und 1972 bekleidete er mehrere Ministerposten, darunter denjenigen des Premierministers (1965–1966). In Belgien war sein Einfluss prägend in den Bereichen Unterrichtswesen und Kultur sowie in den Beziehungen zwischen den Gemeinschaften.
Nach dem Erwerb eines Diploms als Doktor der Rechte, sowie Lizenzen in Sozialwissenschaften, Notariat (1933) und Steuerrecht (1940) erhielt Pierre Harmel eine Stelle als Assistent an der Universität Lüttich, bevor er 1947 zum Professor ernannt wurde, eine Funktion, die er erst 1981 aufgab. Pierre Harmel begann seine politische Laufbahn in der Parti Social Chrétien und wurde 1946 zum Abgeordneten gewählt. Zwei Jahre später nahm er an der Gründung des Zentrums der Forschung nach der nationalen Lösung der sozialen, politischen und rechtlichen Probleme der Wallonischen und der Flämischen Region teil. Das Zentrum legte 1958 einen Bericht vor, der die Notwendigkeit für beide Gemeinschaften aufzeigte, zur kulturellen Unabhängigkeit zu gelangen. Dieser Bericht galt als Grundlage für die spätere Sprachengesetzgebung Belgiens.

## Politik
Zwischen 1950 und 1961 bekleidete Pierre Harmel Ministerposten in mehreren aufeinander folgenden Regierungen (staatliches Schulwesen, Justiz und Öffentlicher Dienst) und wurde in der zweiten Regierung Gaston Eyskens (1958–1961) erster Minister für kulturelle Angelegenheiten in der Geschichte Belgiens. In seinem Amt als Minister des staatlichen Schulwesens ergriff er vor allem Maßnahmen zugunsten der staatlichen Subvention des mittleren, normalen und technischen Unterrichtswesens.
Nach einer Zeit als Vorsitzender des französischsprachigen Flügels der CSP (1964–1965) wurde er 1965 Premierminister und blieb dies bis 1966 in einer Koalition der Christlich-Sozialen und Sozialistischen Partei. Trotz seiner Bemühungen verfügte er nicht über eine ausreichende Mehrheit, um die Schlussfolgerungen des Runden Tisches in Bezug auf die Verfassungsreform mit Blick auf die Föderalisierung des Landes zu verabschieden.
Zwischen 1966 und 1972 gewann seine politische Karriere internationale Dimensionen, siebzehn Jahre nach seiner ersten wichtigen Handlung auf der internationalen Bühne, als er Belgien bei der 4. Versammlung der Vereinten Nationen vertrat. Als Außenminister war er Haupturheber des 1967 hinterlegten Harmel-Berichts. Dieser übte beträchtlichen Einfluss auf die Neudefinierung der Politik der NATO im Augenblick der Entspannung zwischen Ost und West aus. Als Verfechter einer starken Verteidigungspolitik, aber auch Befürworter eines Dialogs und von Maßnahmen konstruktiver Zusammenarbeit mit dem Ostblock, diente er lange Zeit hindurch als bedeutendste Inspirationsquelle für die Politik der NATO und deren Willen, eine stabile Friedenspolitik zu garantieren. 1973 wurde Pierre Harmel zum Staatsminister ernannt und war bis 1977 Präsident des belgischen Senats. Für seine Verdienste erhob ihn 1991 König Baudouin in den erblichen Adelsstand eines Grafen.

## Auszeichnungen
- 1967: Großes Goldenes Ehrenzeichen am Bande für Verdienste um die Republik Österreich[2]
- 1983: Mitglied der Académie royale des Sciences, des Lettres et des Beaux-Arts de Belgique, korrespondierendes Mitglied seit 1977; 1994 Präsident der Akademie[3]